# 日本構造橋梁研究所
日本構造橋梁研究所（にほんこうぞうきょうりょうけんきゅうしょ）は、1962年（昭和37年）7月に各種橋梁・構造物全般の調査・設計を行う建設コンサルタントとして発足。
代表取締役社長は、前田晴人。
これまでの4500橋を超える橋梁設計実績を有し、土木学会田中賞を作品部門で44橋で受賞している。（令和2年7月1日現在）